# Marie Kohoutková-Šlechtová
Marie Kohoutková-Šlechtová, křtěná Marie Antonie (15. května 1885 Smíchov  – 28. prosince 1953 Praha-Nové Město) byla česká operní pěvkyně.

## Životopis
Zdroje chybně uvádějí jiný den narození. Rodiče Marie byli Jan Šlechta hodinář z Röchlitz u Liberce a Marie Šlechtová-Vejdělková z Probluze, svatbu měli 18. května 1884. Její manžel byl Jaroslav Kohoutek.
Poprvé zpívala v Národním divadle (ND) 25. 2. 1909 v úloze Blaženky v opeře Tajemství. Jedna z prvních kritik:
Z větších úloh zajímala ještě sl. Šlechtova (Mařenka a Blaženka); má rozhodně divadelní krev. Ale k uspokojivému účinu schází jí ještě dokonalá technika hlasová, jež by bez obtíží a přesně ovládla pěveckou úlohu. Nejvíce pak postrádám v jejím zpěvu citovosti; modulace jejího hlasu jsou ještě příliš málo differencovány; zní stejnoměrně jako varhanové rejstříky. Doufejme, že oboje se dostaví.
Dr. Otakar Zich, Zvon – týdenník belletristický a literární, 3. 6. 1910
Byla první, která zpívala dvěstěkrát Mařenku v Prodané nevěstě, takže se jistě později její kritika vylepšila. Bydlela v Praze XII na adrese Polská 43.

## Dílo

### Výběr oper
- Tajemství: Blaženka – Bedřich Smetana, Eliška Krásnohorská. Praha: ND, 1909
- Dvě vdovy: Liduška – Bedřich Smetana, Emanuel František Züngel. Praha: ND, 1909
- Růžový kavalír – Richard Strauss. Praha: ND, 1911
- Mistři pěvci Norimberští: Eva – Richard Wagner. Praha: ND, 1911
- Svatební noc: hudební drama – Rudolf Zamrzla, sujet K. L. Kukla. Praha: ND, 1913
- Perníková chaloupka: dětská opera, Jeník – Jan Kučera. Praha: ND, 1913
- Karlštejn – Vítězslav Novák, Otokar Fischer. Praha: ND, 1917
- Čert a Káča: Káča – Antonín Dvořák, Adolf Wenig. Praha: ND, 1918
- Prodaná nevěsta: Mařenka – Bedřich Smetana, Karel Sabina. Šárecké údolí: ND, 1919